# Hyundai Galloper
Hyundai Galloper (также известный как Galloper Exceed, Galloper Innovation и как Mitsubishi Galloper в Германии и Испании) — внедорожник, выпускавшийся компанией Hyundai Precision & Ind. Co. с 1991 по 2003 год. Построен на базе Mitsubishi Pajero первого поколения. Был доступен в трёхдверном (SWB, а также в обвесе Innovation) и пятидверном кузовах (LWB, Exceed). Оснащался бензиновым двигателем V6 объемом 3 литра (141 л.с., 220 Нм), впоследствии модернизированным до 161 л.с., 245 Нм, и дизельным объёмом 2,5 литра (атмосферным — 85 л.с., турбированным — 95 л.с. и турбированным с интеркулером — 99 л.с).

## Первое поколение

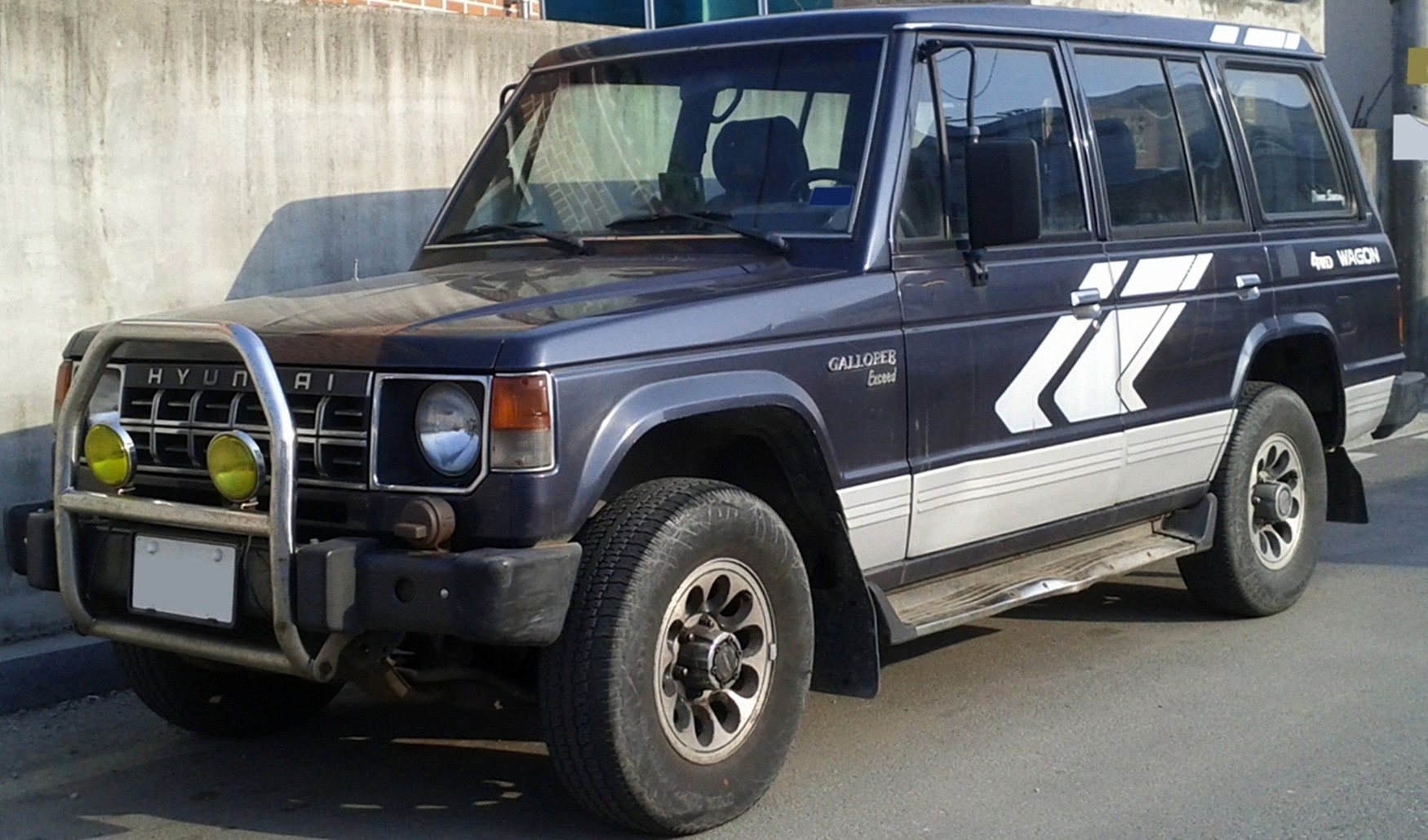
Hyundai Galloper первого поколения в пятидверном исполнении.

Первое поколение Hyundai Galloper (1991—1997) являлось точной копией первого поколения Mitsubishi Pajero, снятого к тому времени с производства. Модель оснащалась бензиновым двигателем G6AT объемом 3 л и дизельными двигателями объемом 2,5 л — D4BA (атмосферный) и D4BF (с турбонаддувом), являвшимися лицензионными копиями двигателей Mitsubishi 6G72 и 4D56 соответственно.

## Второе поколение
Второе поколение Hyundai Galloper (1997-2003 г) значительных изменений не принесло - был произведен рестайлинг оптики, обвесов кузова, и салона. В остальном все узлы и агрегаты автомобиля унаследовались от первой модели. Под капотом бензиновых моделей размещался все тот же G6AT, к дизельному семейству добавилась еще одна модель - D4BH, отличающаяся от D4BF наличием интеркулера и системы электронного управления ТНВД (EFI). 